# Pyssynsaari
Pyssynsaari är en liten ö i Finland. Den ligger i sjön Kolima och i kommunen Pihtipudas i den ekonomiska regionen  Saarijärvi-Viitasaari och landskapet Mellersta Finland, i den centrala delen av landet, 300 km norr om huvudstaden Helsingfors. Öns area är 3,1 hektar och dess största längd är 340 meter i sydöst-nordvästlig riktning.